# Thaumatogelis sylvicola
Thaumatogelis sylvicola är en stekelart som först beskrevs av Forster 1850.  Thaumatogelis sylvicola ingår i släktet Thaumatogelis och familjen brokparasitsteklar. Arten är reproducerande i Sverige. Inga underarter finns listade i Catalogue of Life.